# チャールズ・ハラハン
チャールズ・ハラハン（Charles Hallahan,  1943年7月29日 - 1997年11月25日）は、アメリカ合衆国の俳優、声優である。

## 来歴
1943年、ペンシルベニア州のフィラデルフィアに生まれる。ニュージャージー州にあるラトガース大学を卒業後、演劇を学ぶためにテンプル大学へ入学した。1960年代初頭にアメリカ海軍へ従軍し、プエルトリコへ派遣されている。その後、1974年にテレビシリーズへの出演で俳優デビュー。70年代後半からテレビを中心に精力的にキャリアを重ね、徐々に映画作品へも進出。ジョン・カーペンター監督による『遊星からの物体X』やオムニバス映画『トワイライトゾーン/超次元の体験』でのジョン・ランディス監督の一遍に出演するなど、様々な作品へクレジットされている。1997年に出演したピアース・ブロスナン主演のパニック映画『ダンテズ・ピーク』では、ブロスナン演じる主人公の上司役を演じて印象を残した。

### 死去
1997年11月25日、カリフォルニア州のロサンゼルスで心臓発作のため死去。54歳だった。

## 出演作品

### 映画
- A Death in Canaan (1978) ※テレビ映画
- 戦慄の毒蜂軍団 Terror Out of the Sky (1978) ※テレビ映画
- 吸血こうもり/ナイトウィング Nightwing (1979)
- お達者コメディ/シルバー・ギャング Going in Style (1979)
- Hide in Plain Sight (1980)
- Chicago Story (1981)
- 昼下がりの衝撃 The Other Victim (1981)
- 遊星からの物体X The Thing (1982)
- トワイライトゾーン/超次元の体験 Twilight Zone: The Movie (1983)
- 密殺集団 The Star Chamber (1983) ※ノークレジット
- セカンド・チャンス Two of a Kind (1983) ※ノークレジット
- シルクウッド Silkwood (1983)
- キッド・カンパニー Kidco (1984)
- ビジョン・クエスト/青春の賭け Vision Quest (1985)
- ペイルライダー Pale Rider (1985)
- メジャーリーグへの道 片腕のヒーロー A Winner Never Quits (1986) ※テレビ映画
- 青春のランナウェイ P.K. and the Kid (1987)
- J・エドガー・フーバー J. Edgar Hoover (1987) ※テレビ映画
- 危険な天使 Fatal Beauty (1987)
- トゥルー・ビリーヴァー/はぐれ弁護士の執念 True Believer (1989)
- 新アンタッチャブル/カポネの逆襲 The Revenge of Al Capone (1989) ※テレビ映画
- SFXハードボイルド/ラブクラフト Cast a Deadly Spell (1991) ※テレビ映画
- ネイルズ Nails (1992) ※テレビ映画
- BODY/ボディ Body of Evidence (1993)
- Warlock: The Armageddon (1993)
- デーヴ Dave (1993)
- When Love Kills: The Seduction of John Hearn (1993) ※テレビ映画
- ロズウェル Roswell (1994)
- Jack Reed: A Search for Justice (1994)
- The Return of Hunter (1995) ※テレビ映画
- エグゼクティブ・デシジョン Executive Decision (1996)
- ザ・ファン The Fan (1996)
- The Rich Man's Wife (1996)
- ローリング・サンダー Rolling Thunder (1996) ※テレビ映画
- スペース・ジャム Space Jam (1996)
- The Pest (1997)
- ダンテズ・ピーク Dante's Peak (1997)
- アンブッシュ Ambushed (1998)

### テレビドラマ
- Great Performances (1974)
- ロックフォードの事件メモ The Rockford Files (1977)
- ハッピーデイズ Happy Days (1977)
- ハワイ5-0 Hawaii Five-O (1977)
- James at 15 (1978)
- ダラス Dallas (1978)
- All in the Family (1978)
- ソープ Soap (1979)
- ペーパー・チェイス The Paper Chase (1978 - 1979)
- わが家は11人 The Waltons (1979)
- 事件記者ルー・グラント Lou Grant (1979, 1982)
- 探偵ハート&ハート Hart to Hart (1980)
- Dr．トラッパー/サンフランシスコ病院物語 Trapper John, M.D. (1981)
- マッシュ M*A*S*H (1981)
- ヒルストリート・ブルース Hill Street Blues (1981)
- ブレット・マーベリック Bret Maverick (1981)
- ロアルド・ダール劇場/予期せぬ出来事 Tales of the Unexpected (1984)
- ザ・シークレット・ハンター The Equalizer (1985)
- 刑事ハンター Hunter (1987 - 1991)
- The Law and Harry McGraw (1988)
- ウイングス Wings (1990)
- ピケット・フェンス Picket Fences (1992)
- 夜の大捜査線 In the Heat of the Night (1993)
- ロー&オーダー Law & Order (1993)
- ワイルド・パームス Wild Palms (1993)
- Grace Under Fire (1993 - 1994)
- あなたにムチュー Mad About You (1994)
- ジェシカおばさんの事件簿 Murder, She Wrote (1994)
- 犯罪捜査官ネイビーファイル JAG (1995)
- ガーゴイルズ Gargoyles (1995 - 1996)
- NYPDブルー NYPD Blue (1997)
- ビジター The Visitor (1997)

### テレビアニメ
- ガーゴイルズ Gargoyles: The Goliath Chronicles (1996)